# Кларендон, Лейшиа
Лейшиа Рене Кларендон (англ. Layshia Renee Clarendon; род. 2 мая 1991 года, Сан-Бернардино, штат Калифорния, США) — американская профессиональная баскетболистка, которая играет в женской национальной баскетбольной ассоциации за команду «Миннесота Линкс». Была выбрана на драфте ВНБА 2013 года в первом раунде под девятым номером клубом «Индиана Фивер». Играет на позиции атакующего защитника.

## Ранние годы
Лейшиа родилась 2 мая 1991 года в городе Сан-Бернардино (штат Калифорния) в семье Курта и Шэрон Кларендон, у неё есть брат, Терри, и сестра, Жасмин, а училась там же в средней школе Каджон, в которой выступала за местную баскетбольную команду.